# اوبرکوتساو
اوبرکوتساو (به آلمانی: Oberkotzau) یک شهر در آلمان است که در بایرن واقع شده‌است.

## خصوصیات
اوبرکوتساو ۲۱٫۵۱ کیلومترمربع مساحت دارد ۴۸۴ متر بالاتر از سطح دریا واقع شده‌است.